# Festival international du film de Toronto 1993
Le Festival international du film de Toronto 1993 est la 18e édition du festival. Il s'est déroulé du 9 au 18 septembre 1993.

## Prix
| Prix,                                                  | Film                                     | Réalisateur        |
| ------------------------------------------------------ | ---------------------------------------- | ------------------ |
| Prix du public                                         | The Snapper                              | Stephen Frears     |
| Prix du public - deuxième place                        | The Saint of Fort Washington             | Tim Hunter         |
| Metro Media Award                                      | Naked                                    | Mike Leigh         |
| Meilleur long métrage canadien                         | Kanehsatake : 270 ans de résistance      | Alanis Obomsawin   |
| Meilleur long métrage canadien - Prix spécial du jury  | Thirty Two Short Films About Glenn Gould | François Girard    |
| Meilleur long métrage canadien - Prix spécial du jury  | Zero Patience                            | John Greyson       |
| Meilleur court-métrage canadien                        | Save My Lost Nigga Soul                  | Clement Virgo (en) |
| Meilleur court-métrage canadien - Prix spécial du jury | Me, Mom and Mona                         | Mina Shum (en)     |
| Prix FIPRESCI                                          | Strapped                                 | Forest Whitaker    |

## Programme

### Gala Presentation
- The Snapper de Stephen Frears
- The Saint of Fort Washington de Tim Hunter
- Naked de Mike Leigh
- Strapped de Forest Whitaker
- La Leçon de piano (The Piano) de Jane Campion
- Il était une fois le Bronx (A Bronx Tale) de Robert De Niro
- Rudy de David Anspaugh
- Trois couleurs : Bleu (Trzy kolory. Niebieski) de Krzysztof Kieślowski
- Le Club de la chance (The Joy Luck Club) de Wayne Wang
- Adieu ma concubine (Bàwáng biéjī) de Chen Kaige
- Romeo Is Bleeding de Peter Medak
- The Baby of Mâcon de Peter Greenaway
- L'Odeur de la papaye verte (Mùi đu đủ xanh) de Trần Anh Hùng
- Raining Stones de Ken Loach
- Leçons de ténèbre (Lektionen in Finsternis) de Werner Herzog
- L'Enfant lion de Patrick Grandperret
- Kaspar Hauser de Peter Sehr
- Hadashi no pikunikku (ja) de Shinobu Yaguchi
- Le Maître de marionnettes (Xì mèng rén shēng) de Hou Hsiao-hsien
- Friends de Elaine Proctor
- Cronos de Guillermo del Toro
- Suture (en) de Scott McGehee et David Siegel (en)

### World Cinema
- Hélas pour moi de Jean-Luc Godard[3]
- Le Journal de Lady M d'Alain Tanner[3]

### Sélection italienne
- L'Air paisible de l'occident (it) (L'aria serena dell'ovest) de Silvio Soldini[3]
- Un'anima divisa in due de Silvio Soldini[3]

### The Edge
- On est quitte (Kosh ba kosh) de Bakhtiar Khudojnazarov

### Spotlight
- Roi blanc, dame rouge (Belyy korol, krasnaya koroleva) de Sergei Bodrov

### Canadian Perspective
- Cap Tourmente de Michel Langlois
- M. Butterfly de David Cronenberg
- Kanehsatake : 270 ans de résistance d'Alanis Obomsawin
- Thirty Two Short Films About Glenn Gould de François Girard
- Zero Patience de John Greyson
- Save My Lost Nigga Soul de Clement Virgo (en)
- Me, Mom and Mona de Mina Shum (en)

### Midnight Madness
- Génération rebelle (Dazed and Confused) de Richard Linklater
- La Cité des monstres (Freaked) d'Alex Winter et Tom Stern
- Wicked City de Yoshiaki Kawajiri
- The Wicked City de Peter Mak
- Trauma de Dario Argento
- Action mutante (Acción mutante) d'Álex de la Iglesia
- The Making of And God Spoke d'Arthur Borman
- Jack Be Nimble de Garth Maxwell (en)
- Frauds de Stephan Elliott
- The Last Border: viimeisellä rajalla (fi) de Mika Kaurismäki

### Documentaires
- Leni Riefenstahl, le pouvoir des images de Ray Müller (de)

### Top 10 des films canadiens
Une sélection des 10 meilleurs films canadiens de tous les temps est annoncée au cours du festival, comme cela avait déjà été fait en 1984 et le sera à nouveau en 2004. Le classement est établi d'après les opinions d'organisateurs du festival, critiques de films, personnalités de l'industrie du cinéma et universitaires.
| Rang | Titre                            | Année | Réalisateur        |
| ---- | -------------------------------- | ----- | ------------------ |
| 1    | Mon oncle Antoine                | 1971  | Claude Jutra       |
| 2    | Jésus de Montréal                | 1989  | Denys Arcand       |
| 3    | Goin' Down the Road (en)         | 1970  | Donald Shebib      |
| 4    | Le Déclin de l'empire américain  | 1986  | Denys Arcand       |
| 5    | Les Bons Débarras                | 1980  | Francis Mankiewicz |
| 6    | Les Ordres                       | 1974  | Michel Brault      |
| 7    | L'Apprentissage de Duddy Kravitz | 1974  | Ted Kotcheff       |
| 8    | The Grey Fox                     | 1983  | Phillip Borsos     |
| 9    | I've Heard the Mermaids Singing  | 1987  | Patricia Rozema    |
| 10   | The Adjuster                     | 1991  | Atom Egoyan        |